# 喬·克里迪
喬瑟夫·泰勒·克里迪（英語：Joseph Taylor Crede，1978年4月26日—），為前美國職棒大聯盟的三壘手，生涯曾效力於白襪與雙城兩隊。他在1996年大聯盟選秀第五輪被白襪選中，並於2000年登上大聯盟。
2005年，克里迪跟著白襪拿下世界大賽冠軍，終結隊史88年未能奪冠的冠軍荒。

## 職業生涯

### 芝加哥白襪

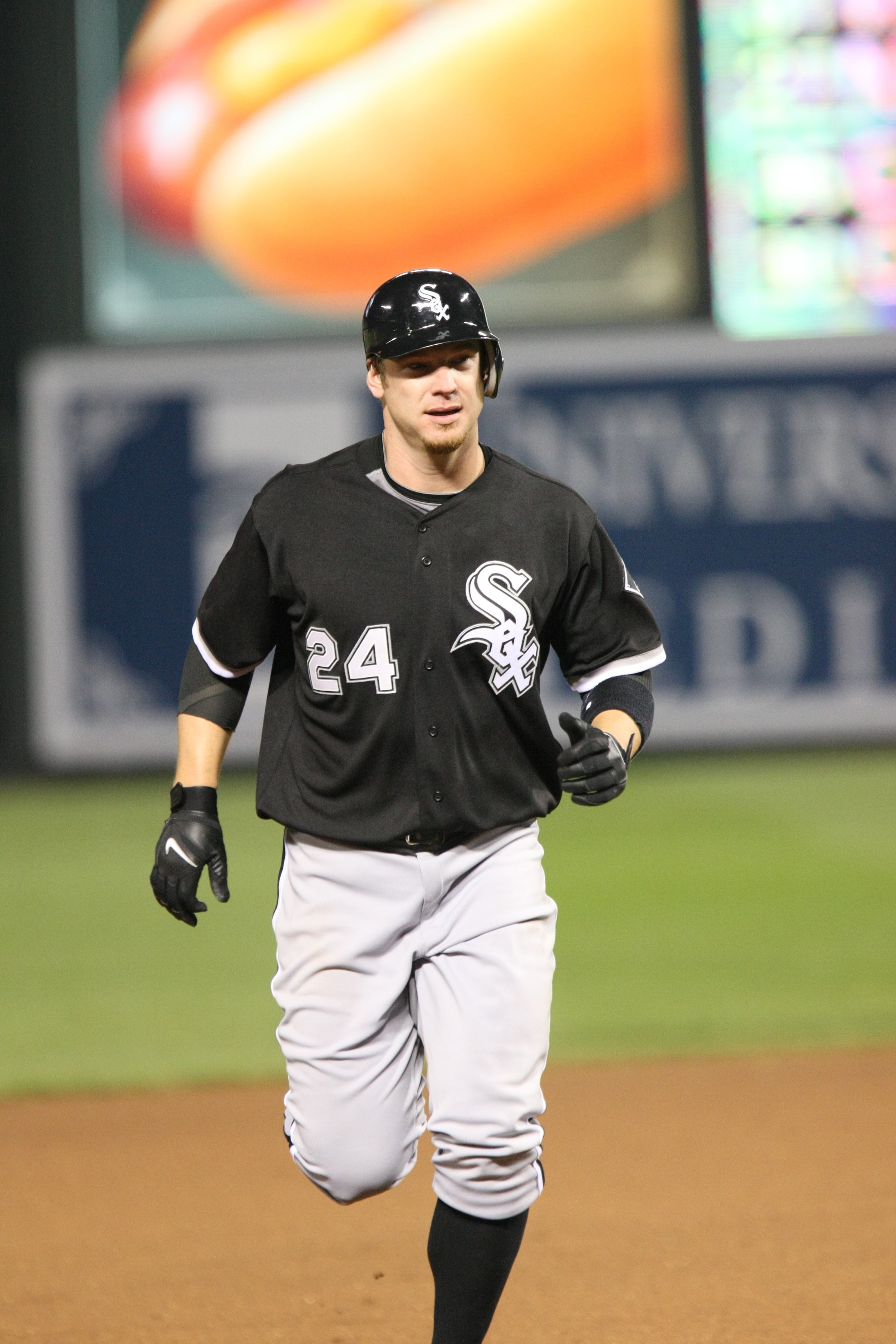
2008年的克里迪

2000年9月12日，克里迪登上大聯盟。他前幾年都在3A及大聯盟間來回打球，直到2003年才正式在大聯盟站穩腳步。2005年，克里迪繳出2成52的打擊率，並敲出22轟與62分打點。他在季後賽多次打出關鍵安打，最終幫助白襪拿下世界大賽冠軍。2006年，克里迪繳出2成83的打擊率，並敲出生涯新高的30轟與92分打點，最後他也順利獲選銀棒獎。2007年，克里迪因傷導致出賽數僅47場，他繳出2成16的打擊率，並敲出4轟與22分打點。
2008年1月18日，克里迪與白襪簽下1年510萬美元的延長合約。他在開幕戰就敲出滿貫砲，並在上半季繳出2成56的打擊率，還敲出16轟與49分打點，成功入選明星賽。不過他在下半季幾乎都待在傷兵名單中，最後整季他的打擊率為2成48，並敲出17轟與55分打點。由於2007年和2008年克里迪都遭逢重大傷病缺席大量比賽，白襪也決定不與他續約。2008年10月30日，克里迪成為自由球員。

### 明尼蘇達雙城
2009年2月21日，克里迪與雙城簽下1年250萬美元的合約。整季他出賽90場比賽，打擊率為2成25，並敲出15轟與48分打點。9月20日，他因為進行背部手術而球季報銷。

### 科羅拉多洛磯
克里迪與洛磯簽下小聯盟約，並受邀參與春訓。2011年2月17日，他成為自由球員，隨後便宣布退休。

## 生涯打擊成績
| 出賽次數 | 打席 | 打數 | 得分 | 安打 | 二安 | 三安 | 全壘打 | 打點 | 盜壘 | 保送 | 三振 | 打擊率 | 上壘率 | 長打率 | OPS  |
| -------- | ---- | ---- | ---- | ---- | ---- | ---- | ------ | ---- | ---- | ---- | ---- | ------ | ------ | ------ | ---- |
| 888      | 3377 | 3101 | 392  | 787  | 159  | 5    | 140    | 470  | 4    | 199  | 459  | .254   | .304   | .444   | .748 |

## 外部連結
- 球員資訊和成績在MLB ，ESPN ，Retrosheet ，Baseball Reference ，Baseball Reference (Minors) ，Fangraphs ，The Baseball Cube （英文）